# Hedaginabele, Malur
Hedaginabele là một làng thuộc tehsil Malur, huyện Kolar, bang Karnataka, Ấn Độ.